# Indústria de helicópteros na China

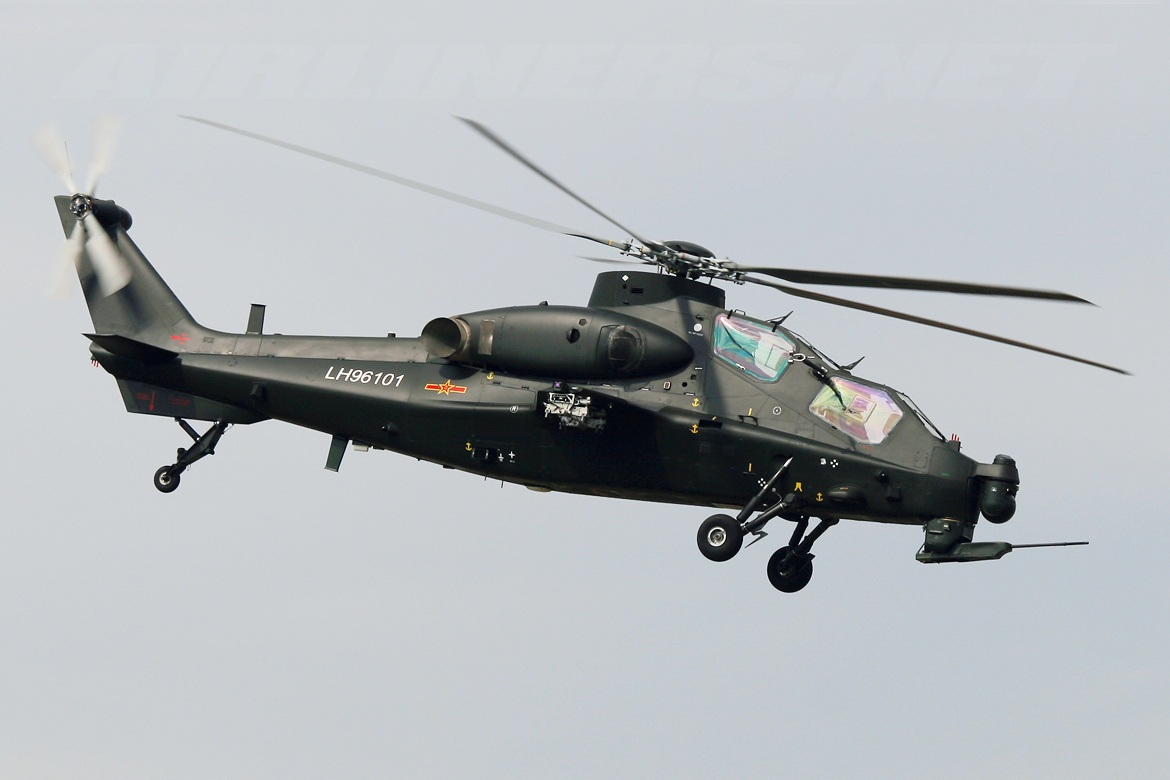
Harbin Z-10.

A Changhe Aircraft Industries Corporation (CAIC) é a base do desenvolvimento e fabricação de helicópteros na República Popular da China. Atualmente a empresa tem capacidade de produção, montagem final, testes de voo, aviônica embarcada, fabrico, tratamento térmico, tratamento de superfície, chapas, mecânica, soldagem, fabricação de tubos, reparo de aeronaves, entre outras capacidades. 
A Changhe Aircraft aplica um sistema de desenvolvimento completo para Engenharia Simultânea e aplicou tecnologia PDM no "Projeto para Helicóptero". O projeto foi listado no Plano Nacional Chinês sendo qualificado pelo Estado e premiado com o título de honra de "Unidade Modelo Avançado para aplicação do Projeto Nacional".
A Changhe Aircraft tem vários tipos de equipamentos para formação de estruturas metálicas aeronáuticas. Após mais de 30 anos, a Changhe Aircraft domina proficientemente as tecnologias para formar estruturas de aeronaves, tais como prensagem, fiação, extrusão de flexão, estiramento a frio ou a quente, processo de rolamento, martelo formando, tubo de dobra e extremidade do tubo formando com soldagem.
A empresa também tem a capacidade de fabricação de peças grandes ou médias de vários materiais, como o aço estrutural, aço de liga com alta temperatura, aço inoxidável, liga de alumínio, liga de titânio, liga de cobre, etc. A Changhe Aircraft tem cerca de 260 conjuntos de máquinas de fabrico, entre os quais máquinas N/C. A empresa possui estações de trabalho e software de análise de engenharia aplicáveis na programação N/C, e estabeleceu o sistema inteiro para aplicação do método N/C no fabrico. Nos últimos anos, a empresa tem realizado estudo de aplicação na tecnologia N/C de alta eficiência e precisão para o complexo estrutural de peças para alguns modelos de aeronaves.  
A Changhe Aircraft também realizou o estudo sobre tecnologia de alta velocidade para a liga de alumínio e material composto, em cooperação com universidades nacionais no que diz respeito ao corte de alta velocidade e alcançou alguns dos principais resultados técnicos industriais, que foi muito elogiado pelos departamentos relacionados de Estado e Agência de Aviação Civil da China (AVIC). Estao sendo introduzidos novos recursos avançados, tais como cortador de Gerber Ply, grandes autoclaves automáticas, aquecimento e prensa de forno. Atualmente, o estado da arte para a fabricação de peças em material compósitos a Changhe Aircraft esta na posição de líder nacional, que basicamente atende aos requisitos de fabricação da peça para vários tipos de helicópteros. Nos últimos anos, a Changhe Aircraft tem estudado e aplicado algumas tecnologias de fabricação de compósitos avançados que simboliza um grande avanço a partir dos tipos de peças de compósitos fabricados e tecnologias tradicionais de moldagem que atingira todo o mundo em fabricação de compósitos. Os edifícios de montagem da empresa tem várias linhas de montagem para muitas plataformas de helicópteros disponíveis, equipados com equipamentos de montagem avançada, tais como máquina de rebitagem automática e sistema de posicionamento automático de laser.
A Changhe Aircraft tem um sistema de fabricação de ferramentas para os produtos de aviação que vão desde o gerenciamento de ferramentas, projeto de ferramentas, linhas de loft e projeto do molde e moldes utensílios, ferramentas de fabricação, que é o centro de pesquisa e desenvolvimento. A tecnologia CAD foi usada para cada projeto de ferramentas situada na província de Jiangxi. Por muitos anos a Changhe Aircraft formou o auto-desenvolvimento e design de capacidades com funcionários e profissionais disponíveis desde que a empresa esteja totalmente familiarizada e assimilado no exterior tecnologias state-of-the-art para a conceção e fabrico durante a introdução de ferramentas no exterior.
A empresa tem os recursos para a produção de máquinas-ferramenta, para helicópteros, como jogos para montagem, moldes metálicos, moldes não metálicos, jogos de solda, várias ferramentas e equipamento de teste de aeronaves no solo, fabricação e equipamentos de teste e de soldagem, etc.
A Changhe Aircraft aplicou mais de 20 tipos de tecnologias de revestimento, tais como revestimento a zinco, cádmio, chapeamento de cromo, bem como o tratamento com fosfato de alta temperatura para peças de aço, processo de oxidação química e química de níquel-fósforo liga chapeamento.
A pulverização a zinco para peças grandes e processo de revestimento de estanho com calor para peças complicadas. Anodização com ácido sulfúrico, ácido crómico, anodização dura, anodização de ácido fosfórico, anodização de cerâmica, por oxidação química da liga de alumínio pode também serem aplicados na empresa, por sua vez liga de titânio de decapagem, anodização, de decapagem de aço inoxidável, de passivação, e magnésio oxidação química liga pode também ser usado.  Pintura por pulverização de peças metálicas, peças plásticas, peças de compósitos, bem como pintura de pulverização para superfícies interiores e exteriores da aeronave pode ser realizado, a nível global state-of-the-art está na posição de liderança na China. A Changhe Aircraft é um dos fabricantes menores que dominam a tecnologia-chave para a aplicação dos processos de anodização não ciânico, banho de cádmio-titânio e cerâmica em todo o mundo.
A Changhe tem a capacidade de executar tratamento térmico do aço estrutural, aço de alta resistência, aço refratário, aço inoxidável, de aço de fundição com liga de titânio, cobre, magnésio, bem como o tratamento de calor para as partes de liga de alumínio, tratamento térmico a vácuo para peças de alta precisão, o tratamento químico de nitretação e carburação para peças de aço de calor. Em adicional, a tecnologia de não-oxidação e não descarbonização para superfície de peças. Está na posição de liderança na China em tratamento térmico de ligas de alumínio e atingiu nível internacional do “state-of-the-art”.
A Changhe Aircraft estabeleceu secções tecnológicas específicas para o comprimento, a mecânica, a temperatura, o eletromagnetismo, rádio, medição de precisão, medição especial, gestão de metrologia, etc. Criou o mais alto padrão de medição para a frequência, dinamômetro, rigidez, sinal de alta frequência, etc.
A Changhe Aircraft estabeleceu a inspeção e centro de testes com vários engenheiros profissionais completos disponíveis tanto para inspeção não destrutiva e testes físicos e químicos. A qualificação de "Grade II Aviação Física e Química Testing Units" havia sido aprovado em 1993 a Changhe Aircraft tinha passado a certificação de metrologia para inspeção e capacidade de teste e avaliação de confiabilidade pela Província de Jiangxi Tecnologia Supervisão Mesa em 2001, e foi premiado com o certificado de qualificação para testes físicos e químicos do produto civil na China.
Alguns processos especiais tinha sido aprovado pela Sikorsky e FAA, incluindo inspeção de penetração, condutividade de corrente, análise metalográfica, análise química, inspeção de compósitos com elevado sistema de controle de qualidade.

## Características do Helicóptero de ataque leve Z-19

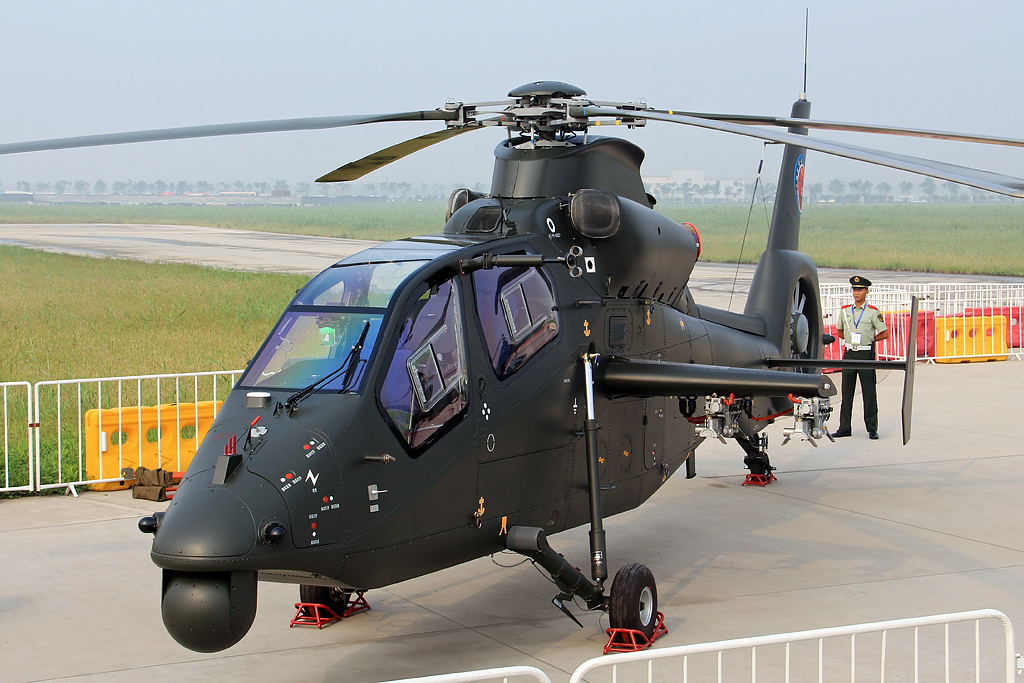
Helicóptero de ataque leve Z-19

Desenvolvido pela empresa chinesa Harbin Aircraft Industrial Corporation (HAIC) o helicóptero é baseado em um helicóptero de ataque leve Z-9WA, uma versão modernizada de um helicóptero armado Z-9 (versão chinesa licenciada do AS 365 Dauphin da Eurocopter). A capacidade da planta em Harbin é mais de 40 helicópteros Z-19, por ano. O Helicóptero possui cabine em “tandem”.  
O Z-19 pode ser oferecido para exportação como uma alternativa barata aos caros helicópteros de ataque pesados. Possui a turbina e o sistema do rotor do Z-9WA.
Pode ser equipado com um radar de ondas milimétricas, semelhante ao radar de controle de fogo da Lockheed Martin AN / APG-78 Longbow, montado no helicóptero da Boeing AH-64 Apache. Fontes em sites militares chineses indicam que este radar pode ser uma versão leve do radar de ondas milimétricas, desenvolvido para o helicóptero de ataque Changhe Z-10 de 7 toneladas. O helicóptero leve Z-19 pode ser armado com misseis e metralhadoras.
A silhueta do helicóptero é muito parecida com o esboço do modelo europeu Dauphin da Eurocopter, porem os engenheiros chineses introduziram no projeto algumas novidades. A nova máquina possui um número de elementos de furtividade, incluindo a redução do ruído das emissões do motor, bem como o uso de uma cobertura especial da fuselagem, que absorve o sinal do radar. O sistema de controle de fogo foi concebido no seu protótipo.
O helicóptero Z-19 foi projetado para destruir alvos no solo, realizar apoio aéreo, bem como reconhecimento. O protótipo do helicóptero realizou seu primeiro voo em maio de 2010. No final deste mesmo iniciou sua produção pela Harbin Aircraft Industrial Corporation.
Em 2011, os helicópteros entraram em serviço no 5.º esquadrão (8 helicópteros) da Brigada de Aviação do 38º Distrito Militar de Beijing (Brigada localizada em Baoding, província de Hebei).
O Z-19 manteve a mesma fuselagem traseira e o rotor de cauda do helicóptero Z-9WA. Além disso, a fim de reduzir os riscos, ele utiliza a mesma Turbina do Z-9WA. O Z-19 pode ser armado com mísseis guiados por fio antitanque, metralhadoras, foguetes, etc. A cabine possui vidros blindados.
Turbinado com 2 (dois) Motores Arriel 1C1 - Turbomeca, fabricado na Republica Popular da China recebendo o modelo de WZ-8C, com medidas para reduzir a assinatura infravermelha. O rotor de cauda manteve o modelo do Z-9WA, colocado em sistema de fenestron. As pás do rotor de cauda são feitas de materiais compósitos. Os mísseis guiados podem ser montado em 4 pontos das asas. O Z-19 foi desenvolvido com tecnologia stealth. O helicóptero foi projetado pela empresa chinesa Changhe Aircraft Industries Corporation (CAIC).
A história dos helicópteros na China é bastante curta. Como o exército chinês nunca comprou equipamentos, desta classe, no exterior, mesmo em tempos de boas relações entre Moscovo e Pequim, na década de noventa, foi decidido pelo desenvolvimento simultâneo de helicópteros de duas categorias: pesados – com artilharia e foguetes, o equivalente ao Mi-28 e AH-64 e leves de reconhecimento desarmado ou de assalto. Ambos os projetos foram iniciados em paralelo.
A principal razão para a construção de ambas as máquinas foi a crença de que a construção de helicópteros leves e mais baratos permitiria corrigir possíveis falhas do projeto dos helicópteros pesados, todos desenvolvidos pela Changhe Aircraft Industries Corporation (CAIC). O desenvolvimento do projeto foi realizado pela Harbin Aircraft Manufacturing Corporation (HAMC). 
O desenho geral do Z-19 foi realizado pela equipe de engenharia do Research Institute, especialistas envolvidos em projetos anteriores como as aeronaves Z-8A, Z-11 e Z-9, bem como helicóptero Z-10. O projeto helicóptero foi concebido no final dos anos noventa. Os componentes utilizados na construção da aeronaves tomou como base o helicóptero Z-9, o qual está sendo montado na China desde 1981 sob licença Aerospatiale, tendo como base o AS-365N Dauphin-2. 
A base do Z19, sendo o Z-9, fez com que uma grande parte do projeto da estrutura da aeronave não partisse do zero e, assim, acelerou e facilitou o trabalho. O projeto foi parcialmente inspirado no desenho do helicóptero de ataque leve japonês OH-1 de 1996, que foi produzido em pequenas quantidades (cerca de 38) para as Forças de Autodefesa do Japão. Até 2014 a produção - de acordo com informações extra-oficiais – chegou a mais 12 aeronaves.  A parte da frente e do meio da fuselagem foi desenvolvido a partir do zero. Abaixo, no interior da fuselagem estão os módulos eletrônicos. A parte do meio da fuselagem estão instaladas as asas – “Bomb Rack”. Atrás deles, na parte traseira da fuselagem existe um pequeno bagageiro fechado com portas em ambos os lados do helicóptero. 
Os Bomb Racks são equipados com sistema de ejeção. A parte traseira do cone de cauda foi reforçada para instalação de uma roda de apoio para a bequilha. O desenho do chassis é completamente diferente do Z-9. O trem de pouso principal, com rodas, foi instalado no comprimento, com amortecedores “wishbone” diagonalmente ligado aos lados da fuselagem da cabine traseira. 
As rodas do trem de pouso principal são maiores e com pneus mais largos apropriados para um pouso mais abrupto. A estrutura da roda traseira está ligada a um amortecedor da bequilha e protegida por uma carenagem montada na parte de trás do Cone de Cauda. As turbinas utilizadas so dois motores GM-8C, com uma capacidade de 635 kW (860 hp), Turbomeca Arriel, na versão 2C, fabricados após 2005 para o helicóptero Z-9. Estes mesmos motores foram usados ‌‌em protótipos subsequentes mais pesados, mas eles são, obviamente, muito fracos para um helicóptero de mais de 7 toneladas.  Assim, para um helicóptero menor e mais levem como o Z-19, o motor teve um desempenho muito melhor. As entradas de ar para os motores podem ser equipadas com filtros Anti-Areia e nos escapamentos um sistema de dispersores os gases quentes, diminuindo a assinatura infravermelha. 
O sistema de combustível tem um tanque com uma capacidade maior que o Z-9WA, com um sistema de enchimento para evitar a eclosão de vapores de combustível. A aviónica do Z-19 inclui dispositivos para o piloto com um sistema misto, existe um display em conjunto com os instrumentos. Três monitores, configurados de acordo com os requisitos e a necessidade de emprego. Além disso, o piloto tem em seu capacete “HUD” a exibição de dados da função de tiro dos foguetes guiados ou metralhadoras.
O sistema de observação da aeronaves possui cabeça estabilizada (FLIR) com sistema ótico e eletrônico, instalado no nariz da aeronave, debaixo da fuselagem. O sistema foi desenvolvido pelo Instituto de Luoyang (EOTDC), constituído de uma câmera de 10 km de alcance e uma câmara de imagem térmica com um alcance de 6 km, e um telêmetro a laser para mísseis guiados. O Sistema FLIR chinês foi feito a partir de uma versão armada do helicóptero Z-9WA. Ângulo de visão de altitude é de cerca de 90 graus e azimute de cerca de 210 graus. Sob os Bomb Racks podem ser instalados mísseis ar-ar, tipo TY-90 e anti-tanques, tipo HJ-10. 
Os misseis TY-90 tem um peso de aproximadamente de 20 kg, com uma velocidade de 700 m/s e alcance de até 6 km. A arma anti-tanque HJ-10 são guiadas por laser, com peso de aproximadamente 47 kg, com velocidade (estimada) de 330 m/s e alcance de 2 a 7 km. A cabeça de penetração dos HJ-10 permite destruir aço de 1300 a 1400 mm de espessura. Além disso, o Z-19 pode ser armados com bandejas PC-1AY para metralhadoras calibre 12,7 milímetros.